# 성 이오시프 교회

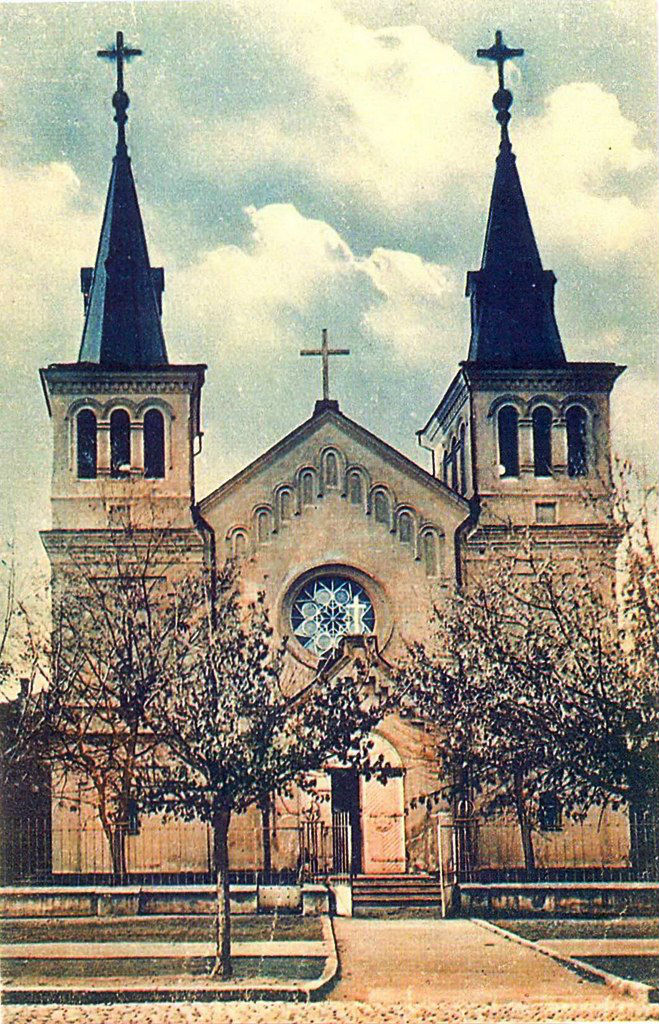
성 이오시프 교회

성 이오시프 교회(우크라이나어: Костел святого Йосипа)는 1877년에 우크라이나 드니프로에 건립된 로마 가톨릭교회 교회당이다.

## 역사
1877년에 예카테리노슬라프 중심가에 로마 가톨릭교회의 장식이 달린 건축물이 등장했으며 1878년에는 나자렛의 요셉에게 교회가 봉헌되었다. 이 건축물은 우크라이나 동부 지방의 독특한 건축 양식을 띠고 있었다. 벽에 새겨진 폴란드어 구절을 포함한 교회의 프레스코 벽화는 오늘날까지 남아 있다. 로마네스크 건축 양식과 신고딕 양식이 결합된 것이 특징이며 내부에는 2개의 아치 구조물이 남아 있다.
20세기 초반에는 예카테리노슬라프의 로마 가톨릭교회 신자들의 수는 교회가 모든 교구민을 수용할 수 없을 정도로 많아졌다. 1905년에는 티라스폴 가톨릭 주교를 역임하고 있던 요제프 알로이스 케슬러가 교회 확장 사업을 주도했다. 소련 시대였던 1948년에는 드니프로페트로우스크 시의회가 교회 건물을 도시 집행위원회에 이관하고 도서관으로 개조했다. 1949년 2월 12일에는 드니프로페트로우스크 체육회가 이 곳으로 이전했다.
1992년 3월에는 우크라이나의 독립을 계기로 드니프로 로마 가톨릭교회 교구가 설치되었지만 드니프로 시청과 우크라이나 정부 사이에서는 교회 반환에 관한 협상과 소송이 진행되고 있었다. 1998년에는 지방 의회가 민간 기업이 교회를 매각했고 2001년에 요한 바오로 2세 교황의 우크라이나 방문을 계기로 교회 반환 협상이 타결되었다.
2007년 여름에는 드니프로의 재건축 전문 회사가 교회 복원을 요구하며 지붕, 금고, 담장을 부분적으로 철거하여 드니프로의 로마 가톨릭교회 신자들로부터 거센 항의를 받았다. 이를 계기로 2007년 7월에는 드니프로를 비롯한 우크라이나의 여러 도시들에서 로마 가톨릭교회 성직자들과 함께 교회당을 지키자는 요구가 높아지게 된다. 2009년 1월 25일에는 교회 인근에 위치한 거리에서 가톨릭 미사가 열렸고 2011년에는 드니프로 법원이 교회 재건을 허가하는 판결을 내렸다.